# Школьное (Дагестан)
Шко́льное — село в Кизлярском районе Дагестана. Входит в состав Кизлярского сельсовета.

## Географическое положение
Село находится на расстоянии 8 км к северу-востоку от города Кизляр, административного центра района. На северо-западе фактически слилось с селением Пролетарское.

## История
Образован как посёлок 4-го отделения совхоза «Кизлярский».

## Население
| 1970 | 1989 | 2002 | 2010 | 2021 |
| ---- | ---- | ---- | ---- | ---- |
| 218  | ↗431 | ↗648 | ↗734 | ↗799 |

### Половой состав
По данным Всероссийской переписи населения 2010 года, в селе проживало 734 человека (358 мужчин и 376 женщин).

### Национальный состав
По данным Всероссийской переписи населения 2010 года:
| № | Национальность | Численность, чел. | Доля   |
| - | -------------- | ----------------- | ------ |
| 1 | аварцы         | 385               | 52,5 % |
| 2 | русские        | 160               | 21,8 % |
| 3 | цахуры         | 57                | 7,8 %  |
| 4 | даргинцы       | 24                | 3,2 %  |
| 5 | другие         | 108               | 14,7 % |